# Tanguy Ndombele
Tanguy Ndombele (ur. 28 grudnia 1996 w Longjumeau) – francuski piłkarz występujący na pozycji pomocnika w tureckim klubie Galatasaray, do którego jest wypożyczony z Tottenhamu Hotspur oraz w reprezentacji Francji.

## Życiorys
Jest pochodzenia kongijskiego. W czasach juniorskich trenował w En Avant Guingamp. W sezonie 2013/2014 był piłkarzem rezerw tego klubu. W 2014 roku dołączył do Amiens SC, początkowo reprezentując barwy drugiego zespołu. Po zakończeniu sezonu 2016/2017 świętował wraz z klubem awans do najwyższej klasy rozgrywkowej we Francji. W rozgrywkach Ligue 1 zadebiutował 5 sierpnia 2017 w przegranym 0:2 meczu z Paris Saint-Germain F.C. 31 sierpnia 2017 został wypożyczony na rok do Olympique Lyon. 1 lipca 2018 został wykupiony przez Lyon. 2 lipca 2019 został nowym zawodnikiem Tottenhamu Hotspur.
W październiku 2018 powołany po raz pierwszy do reprezentacji Francji na mecze z Islandią i Niemcami w miejsce kontuzjowanego Corentina Tolisso.

## Sukcesy

### SSC Napoli
- Mistrzostwo Włoch: 2022/2023

### Wyróżnienia
- Drużyna roku Ligue 1 (UNFP): 2018/2019
- Drużyna sezonu Ligi Mistrzów UEFA: 2018/2019